# Rivière aux Rosiers
Pour les articles homonymes, voir Rosier (homonymie).
La rivière aux Rosiers coule vers le sud, sur la rive nord du fleuve Saint-Laurent, dans le territoire non organisé de Rivière-aux-Outardes et dans la municipalité de Ragueneau, dans la municipalité régionale de comté (MRC) de Manicouagan dans la région administrative de la Côte-Nord, au Québec, au Canada. Elle se jette dans l'estuaire maritime du Saint-Laurent au nord de Pessamit.
La partie inférieure du bassin versant de la rivière Blanche est desservie par la route 138 qui la traverse près de son embouchure. Le reste de la vallée est desservi par une route forestière secondaire se reliant vers le sud à la route 138 et desservant aussi le lac de l'Épinette Rouge,.
La surface de la rivière Blanche est habituellement gelée de la fin novembre au début avril, toutefois la circulation sécuritaire sur la glace se fait généralement de la mi-décembre à la fin mars.

## Géographie
Les principaux bassins versants voisins de rivière aux Rosiers sont :
- Côté nord : lac au Loup Marin, rivière aux Outardes, rivière Rochue ;
- Côté est : rivière Ragueneau, rivière aux Outardes, estuaire du Saint-Laurent, rivière Manicouagan ;
- Côté sud : baie aux Outardes, Estuaire du Saint-Laurent ;
- Côté ouest : lac Kanistukamat, rivière de Papinachois, lac Nipi, rivière Nipi, rivière Betsiamites[2].

La rivière aux Rosiers prend sa source à l’embouchure du lac aux Rosiers (longueur : 2,1 km ; altitude : 281 m) en zone forestière, dans le territoire non organisé de Rivière-aux-Outardes.
À partir de l’embouchure du lac de tête, le cours de la rivière aux Rosiers coule surtout en zone forestière sur 33,6 km selon les segments suivants :
- 2,4 km vers le sud, jusqu’à un ruisseau (venant de l'ouest) ;
- 6,2 km vers le sud-est, jusqu’au pont d'une route forestière ;
- 2,9 km vers le sud-est, jusqu’à la limite de la municipalité de Ragueneau ;
- 2,9 km dans la municipalité de Ragueneau vers le sud, puis vers l'est, jusqu'à un ruisseau (venant du nord) ;
- 4,4 km vers le sud en formant une courbe vers l'ouest, jusqu'à la décharge des lacs Jumeaux, correspondant à un coude de rivière ;
- 4,9 km vers l'est encastré dans une vallée aux rives escarpées, puis vers le nord-est en formant une boucle orientée vers l'ouest, jusqu’à un coude de rivière ;
- 9,9 km vers le sud en coupant la route 138 en fin de segment, jusqu’à son embouchure[2].

La rivière aux Rosiers se déverse sur la rive nord-ouest du fleuve Saint-Laurent dans la municipalité de Ragueneau), dans la baie aux Outardes. À marée basse, le courant traverse jusqu'à 4,3 km de grès avant d'atteindre le fleuve Saint-Laurent. Cette embouchure naturelle (à marée haute) est localisée à :
- 18,4 km au sud-est de l'embouchure du lac de tête de cette rivière ;
- 16,7 km au sud-est de l’embouchure de la rivière aux Outardes ;
- 34,3 km au sud-est du centre-ville de Baie-Comeau ;
- 26,0 km au sud-est de l'embouchure de la rivière Manicouagan ;
- 16,2 km au nord de l'embouchure de la rivière Betsiamites ;
- 51,2 km au sud du centre-ville de Forestville[2].

## Toponymie
Le toponyme rivière aux Rosiers a été officialisé le 5 décembre 1968 à la Banque des noms de lieux de la Commission de toponymie du Québec.